# Première division des United Soccer Leagues
La Première division des United Soccer Leagues était une ligue professionnelle de soccer en Amérique du Nord et organisée par l'United Soccer Leagues. Elle a existé de 2005 à 2010 et constituait le deuxième niveau de la pyramide du soccer en Amérique du nord, derrière la Major League Soccer.

## Histoire

### Création
En 1995, l'United States Interregional Soccer League (USISL) est renommée United Systems of Independent Soccer Leagues (USISL) et est divisée en deux ligues, une amateure (la USISL Premier League) et une professionnelle (l'USISL Professional League), de niveau inférieur à l'American Professional Soccer League (APSL). La ligue professionnelle gardera ce nom deux années (saisons 1995 et 1996) avant de fusionner avec l'American Professional Soccer League pour former la A-League.

### United Soccer League
À la suite du conflit entre plusieurs équipes et la USL, ce championnat est suspendu en 2010 par la fédération américaine de soccer et est remplacé temporairement par l'USSF Division 2 Professional League puis à partir de 2011 par la North American Soccer League pour le statut de seconde division. La USL obtient ainsi le statut de troisième division avec son championnat : la United Soccer League.

## Équipes participantes

### Clubs de la saison finale en 2009
- Aztex FC d'Austin
- Silverbacks d'Atlanta
- Railhawks de la Caroline
- Battery de Charleston
- City Stars de Cleveland
- Miami FC
- Thunder du Minnesota
- Impact de Montréal
- Timbers de Portland
- Islanders de Puerto Rico
- Rhinos de Rochester
- Whitecaps de Vancouver

### Anciennes équipes
- Milwaukee Rampage (1997-2002)
- Charlotte Eagles (2001-2003)
- Milwaukee Wave United (2003-2004)
- Richmond Kickers (1997-2005)
- Lynx de Toronto (1997-2006)
- Virginia Beach Mariners (1994-2007)
- California Victory (2007)
- Atlanta Silverbacks (1997-2008)
- Sounders de Seattle (1997-2008)

## Palmarès
Le championnat se déroule en deux parties. Tout d'abord une saison régulière au cours de laquelle toutes les équipes se rencontrent. Puis les meilleures d'entre elles s'affrontent lors des séries éliminatoires (playoffs en anglais). La saison se termine alors par une finale.
| Saison | Vainqueur de la saison régulière | Vainqueur des séries éliminatoires | MVP                     |
| ------ | -------------------------------- | ---------------------------------- | ----------------------- |
| 2005   | Impact de Montréal (4)           | Seattle Sounders (3)               | Jason Jordan (VAN)      |
| 2006   | Impact de Montréal (5)           | Whitecaps de Vancouver (1)         | Joey Gjertsen (VAN)     |
| 2007   | Seattle Sounders (3)             | Seattle Sounders (4)               | Sébastien Le Toux (SEA) |
| 2008   | Puerto Rico Islanders (1)        | Whitecaps de Vancouver (2)         | Jonny Steele (PUR)      |
| 2009   | Portland Timbers (2)             | Impact de Montréal (3)             | Jamie Watson (WIL)      |